# 連島町
連島町（つらじまちょう）は、岡山県浅口郡にあった地方公共団体である。1953年6月1日に倉敷市（初代）に編入された。ここでは、町制施行前の名称である連島村（つらじまそん）についても述べる。
現在は倉敷市の水島支所管内の一部（高梁川河口東岸、水島西部）となり、旧町域は水島地域内の連島地区と狭義の水島地区に分かれている。

## 概要
古くは周囲は吉備の穴海と呼ばれる海域で、連島町は元々は備前国児島郡に属す「都羅島」という島であり、「都羅之郷」が存在した。その後「連島」と書かれるようになった。中世から近世の干拓事業により陸続きとなった。
陸地化して以降、連島は東西の両高梁川の河口に位置していたことから海上輸送の中継地点として発展した。江戸時代に備前国児島郡から備中国浅口郡へ編入されると、成羽藩により連島南部沖の亀島との間の干拓・新田開発が行われた（亀島新田・鶴新田など）。
明治時代には高梁川改修工事で東高梁川が廃川となり、さらに輸送手段の変化などにより連島は港町としての機能を失った。
1941年には三菱重工業水島航空機製作所の建設が始まり、次第に水島市街地が形成された。これにより、東高梁川廃川地に掘削された八間川を境界にしていた児島郡福田町と市街地がまたがったため、合併して水島市を建設する構想があった。しかし、倉敷市の水島鉄道買収および三菱石油製油工場の立地調査開始により、倉敷市の財政力によって工業化を進める必要性が高まったため断念している。

## 地理
町内には亀島山という標高78mの小さな山がある（元々は90mあったが、飛行機の障害になるとの理由で山頂部が掘削された）。第二次世界大戦末期にアメリカ軍の空襲を避けるため、三菱重工業水島航空機製作所の一部を移転させた地下工場がこの山の地下に建設され、亀島山地下工場と呼ばれた。網の目のように掘られたトンネルの総延長は2055mに及び（アメリカ戦略爆撃調査団報告書による）、建設には労働力不足のために多くの朝鮮人が動員された。
また「都羅の小径」（つらのこみち）と呼ばれる、西の浦から江長にかけてかつての瀬戸内海の海岸線を通った小街道がある。沿道には古い町並みや多くの史跡がある。
1903年に合併する前の連島村は、現在の倉敷市水島地域のうち連島地区東部に当たり、一時期大江連島村だった範囲である。大江連島村は矢柄村と合併して連島村となるも、字矢柄の住民が人情不一致により分離を望んだため、双方協議の上で字矢柄は亀島新田村と合併することになり町村制施行の際に分離した。

## 行政

### 戸長
- 郡区町村編制法施行後（1878年12月6日 - 1883年2月15日）：三宅貫一 - 三宅光次 - 数田好右衛門
- 浅口郡第四部戸長役場（所在地：連島村、管轄区域：連島村・亀島新田村、1883年2月16日 - 1889年5月）：三宅貫一 - 岡本泰吾 - 三宅光次

### 歴代村長
| 代         | 氏名     | 就任年月日                | 退任年月日                 | 備考 |
| ---------- | -------- | ------------------------- | -------------------------- | ---- |
| 初         | 三宅光次 | 1889年（明治22年）8月23日 | 1893年（明治26年）8月22日  |      |
| 2          | 三宅光次 | 1893年（明治26年）8月23日 | 1897年（明治30年）8月22日  |      |
| 3          | 三宅節夫 | 1897年（明治30年）8月23日 | 1901年（明治34年）8月22日  |      |
| 4          | 三宅光次 | 1901年（明治34年）8月23日 | 1902年（明治35年）12月31日 |      |
| 参考文献 - |          |                           |                            |      |

### 歴代首長
| 代         | 氏名       | 就任年月日                 | 退任年月日                 | 備考                                 |
| ---------- | ---------- | -------------------------- | -------------------------- | ------------------------------------ |
| 1          | 早瀬和平次 | 1903年（明治36年）3月26日  | 1903年（明治36年）11月21日 | 1903年1月1日：連島村新設             |
| 2          | 西本農八   | 1904年（明治37年）2月19日  | 1904年（明治37年）7月27日  |                                      |
| 3          | 西本農八   | 1904年（明治37年）10月29日 | 1907年（明治40年）4月13日  |                                      |
| 4          | 西本農八   | 1907年（明治40年）5月15日  | 1911年（明治44年）5月14日  |                                      |
| 5          | 西本農八   | 1911年（明治44年）5月15日  | 1911年（明治44年）9月30日  |                                      |
| 6          | 友沢清範   | 1911年（明治44年）11月16日 | 1915年（大正4年）11月15日  | 1912年4月1日：町制施行・連島町へ改称 |
| 7          | 五島嘉寿男 | 1916年（大正5年）5月1日    | 1920年（大正9年）4月20日   |                                      |
| 8          | 五島嘉寿男 | 1920年（大正9年）5月1日    | 1921年（大正10年）10月1日  |                                      |
| 9          | 難波丈夫   | 1921年（大正10年）10月24日 | 1925年（大正14年）10月23日 |                                      |
| 10         | 難波丈夫   | 1925年（大正14年）10月24日 | 1927年（昭和2年）10月15日  |                                      |
| 11         | 三宅玉一郎 | 1927年（昭和2年）10月21日  | 1931年（昭和6年）10月20日  |                                      |
| 12         | 難波丈夫   | 1932年（昭和7年）1月26日   | 1934年（昭和9年）5月25日   |                                      |
| 13         | 藤原慎一   | 1935年（昭和10年）3月8日   | 1939年（昭和14年）3月7日   |                                      |
| 14         | 藤原慎一   | 1939年（昭和14年）3月8日   | 1943年（昭和18年）3月7日   |                                      |
| 15         | 藤原慎一   | 1943年（昭和18年）3月8日   | 1946年（昭和21年）10月27日 |                                      |
| （代理）   | 安原宇一   | 1946年（昭和21年）10月28日 | 不詳                       |                                      |
| 16         | 安原宇一   | 1947年（昭和22年）4月6日   | 1948年（昭和23年）12月31日 |                                      |
| 17         | 大野和一   | 1949年（昭和24年）2月10日  | 1952年（昭和27年）3月31日  |                                      |
| 18         | 三宅千秋   | 1952年（昭和27年）4月25日  | 1953年（昭和28年）5月31日  | 1953年6月1日：旧倉敷市へ編入合併     |
| 参考文献 - |            |                            |                            |                                      |

## 経済
明治時代後期からは干拓による粘土質の土壌を生かしてレンコン栽培が、1947年頃からは高梁川の河川跡地の砂地を利用してゴボウ栽培が行われている。倉敷市編入後も続き、現在では西日本有数の産地となっており、平成18年度に「連島れんこん」「連島ごぼう」がそれぞれ倉敷ブランドに認定された。

## 沿革
- 元和3年（1617年） - 成羽藩領となる。
- 寛永6年（1629年） - 西阿知から連島までの干拓が完成し、連島は陸続きの半島となる[6]。
- 寛永19年（1642年） - 成羽藩主水谷氏の転封により幕府領となる。
- 元禄年間（1688年 - 1703年） - この間に再び成羽藩領となる。
- 嘉永3年（1850年） - 約230年に渡る新開地の造成が完了する[6]。
- 1875年（明治8年）6月28日 - 大江村と連島村が合併して大江連島村となる。西之浦村ノ内北面新田と矢柄村ノ内北面新田が合併して北面新田村となる[5][6]。
- 1877年（明治10年）5月25日 - 大江連島村と矢柄村が合併して連島村となる[5][6]。
- 1877年（明治10年）5月 - 北面新田村を廃止し、旧矢柄分北面を連島村へ編入する[5][6]。
- 1883年（明治16年）2月15日 - 連合戸長役場制度発足により、浅口郡第四部戸長役場を連島村に設置し、同村と亀島新田村を管轄[5][6]。
- 1889年（明治22年）6月1日 - 町村制施行。連島村から字矢柄（旧矢柄村・矢柄分北面）を分村し、自治体としての連島村（初代）を発足。大字は編成せず[8]。役場を字大江に設置。同時に字矢柄は亀島新田村に編入され亀島村となった[5][6]。また、鶴新田村・西之浦村も発足。
- 1903年（明治36年）1月1日 - 鶴新田村・西之浦村・亀島村・連島村が合併し、新たに連島村（2代）発足。連島・矢柄・亀島新田・西之浦・鶴新田の5大字を編成[8]。
- 1912年（明治45年）4月1日 - 連島村が町制施行して連島町発足。
- 1941年（昭和16年） - 三菱重工業が東高梁川廃川地に水島航空機製作所建設。1943年（昭和18年）完成。
- 1945年（昭和20年）6月22日 - 水島空襲。水島航空機製作所が爆撃される。
- 1947年（昭和22年）12月9日 - 昭和天皇の戦後巡幸[9]。水島寮（引揚者、戦災者の子女のための合宿教育所）などを視察[10]。
- 1949年（昭和24年） - 倉敷市から合併の申し入れを受ける。
- 1950年（昭和25年）8月15日 - 約700名の朝鮮人が朝鮮解放5周年を祝って集会を強行。8人検挙、警察官15名負傷（連島町事件）。
- 1950年（昭和25年）9月8日 - 連島町と福田町が工場誘致期成会を結成。水島市の建設を目指す[11]。
- 1951年（昭和26年）- 土地区画整理施行により大字亀島新田などの地先の干拓地・廃川地（三菱の厚生施設跡）に大字水島を起立し、緑町・瑞穂町・春日町・幸町・亀島町・明神町・青葉町・高砂町の字名を設定[12][13]。
- 1952年（昭和27年） - 倉敷市が三菱重工から水島鉄道を買収。
- 1953年（昭和28年）5月 - 大字水島の大部分が水島亀島町・水島明神町・水島高砂町・水島青葉町・水島幸町・水島春日町・水島緑町・水島瑞穂町の8町に分かれる。また大字水島以外の5大字に連島町を冠称する[12]。
- 1953年（昭和28年）6月1日 - 倉敷市（初代）に編入、同日連島町廃止[1]。8町6大字は同市の町字として継承[12]。

### 変遷表
| 維新当時 | 1871年8月29日 （明治4年7月14日） 廃藩置県当時 | 1872年 （明治5年）   | 1875年 （明治8年）       | 1877年 （明治10年）                       | 1880年 （明治13年）                       | 1889年6月1日 （明治22年6月1日） 町村制施行 | 1903年 （明治36年） | 1912年 （明治45年） | 1953年 （昭和28年）         | 1967年 （昭和42年） |
| -------- | --------------------------------------------- | -------------------- | ------------------------ | ----------------------------------------- | ----------------------------------------- | ------------------------------------------ | ------------------- | ------------------- | --------------------------- | ------------------- |
| 成羽藩   | 鶴新田村                                      | 明治5年5月 西之浦村  | 明治5年5月 西之浦村      | 1877年5月 西之浦村                        | 1880年3月27日 鶴新田村                    | 1889年6月1日 鶴新田村                      | 1903年1月1日 連島村 | 1912年4月1日 連島町 | 1953年6月1日 倉敷市（初代） | 1967年2月1日 倉敷市 |
| 成羽藩   | 西之浦村                                      | 明治5年5月 西之浦村  | 明治5年5月 西之浦村      | 1877年5月 西之浦村                        | 1880年3月27日 西之浦村                    | 1889年6月1日 西之浦村                      | 1903年1月1日 連島村 | 1912年4月1日 連島町 | 1953年6月1日 倉敷市（初代） | 1967年2月1日 倉敷市 |
| 倉敷県   | 西之浦村ノ内北面新田                          | 西之浦村ノ内北面新田 | 1875年6月28日 北面新田村 | 1877年5月 西之浦村                        | 1880年3月27日 西之浦村                    | 1889年6月1日 西之浦村                      | 1903年1月1日 連島村 | 1912年4月1日 連島町 | 1953年6月1日 倉敷市（初代） | 1967年2月1日 倉敷市 |
| 倉敷県   | 矢柄村ノ内北面新田                            | 矢柄村ノ内北面新田   | 1875年6月28日 北面新田村 | （1877年5月 連島村）                      | （1877年5月 連島村）                      | 1889年6月1日 亀島村                        | 1903年1月1日 連島村 | 1912年4月1日 連島町 | 1953年6月1日 倉敷市（初代） | 1967年2月1日 倉敷市 |
| 成羽藩   | 亀島新田                                      | 亀島新田             | 亀島新田                 | 1877年5月25日 亀島新田村                  | 1877年5月25日 亀島新田村                  | 1889年6月1日 亀島村                        | 1903年1月1日 連島村 | 1912年4月1日 連島町 | 1953年6月1日 倉敷市（初代） | 1967年2月1日 倉敷市 |
| 成羽藩   | 矢柄村                                        | 矢柄村               | 矢柄村                   | 1877年5月25日 連島村 （旧矢柄分北面含む） | 1877年5月25日 連島村 （旧矢柄分北面含む） | 1889年6月1日 亀島村                        | 1903年1月1日 連島村 | 1912年4月1日 連島町 | 1953年6月1日 倉敷市（初代） | 1967年2月1日 倉敷市 |
| 新見藩   | 大江村                                        | 大江村               | 1875年6月28日 大江連島村 | 1877年5月25日 連島村 （旧矢柄分北面含む） | 1877年5月25日 連島村 （旧矢柄分北面含む） | 1889年6月1日 連島村（初代）                | 1903年1月1日 連島村 | 1912年4月1日 連島町 | 1953年6月1日 倉敷市（初代） | 1967年2月1日 倉敷市 |
| 新見藩   | 連島村                                        |                      | 1875年6月28日 大江連島村 | 1877年5月25日 連島村 （旧矢柄分北面含む） | 1877年5月25日 連島村 （旧矢柄分北面含む） | 1889年6月1日 連島村（初代）                | 1903年1月1日 連島村 | 1912年4月1日 連島町 | 1953年6月1日 倉敷市（初代） | 1967年2月1日 倉敷市 |

## 当時の主要施設
- 連島町役場 - 現 連島公民館
- 連島町立水島小学校 - 現 倉敷市立水島小学校
- 連島町立西浦小学校 - 現 倉敷市立連島西浦小学校
- 連島町東小学校 - 現 倉敷市立連島東小学校
- 連島町立連島南小学校 - 現 倉敷市立連島南小学校
- 連島町立連島北小学校 - 現 倉敷市立連島北小学校
- 連島町立連島中学校 - 現 倉敷市立連島中学校
- 水島朝鮮学校 - 現 岡山朝鮮初中級学校

## 出身著名人
- 三宅高雅 - 豪商（米屋）、1770年 - 1839年
- 三宅西浦 - 画家、1786年 - 1857年
- 三宅高幸 - 討幕運動家、1818年 - 1882年
- 三宅碩夫 - 弁護士、1865年 - 1922年
- 薄田泣菫 - 詩人、1877年 - 1945年
- 大本百松 - 大本組創業者、1891年 - 1961年
- 岡本唐貴 - 洋画家、1903年 - 1986年